# Jessika Nash
Jessika Jayne Nash (5 ottobre 2004) è una calciatrice australiana, difensore del Sassuolo e della nazionale australiana.

## Carriera

### Club
Nash nasce e cresce con la famiglia nel Nuovo Galles del Sud; il padre Don, crickettista professionista First Class, le trasmette la passione per lo sport che la piccola Jessika inizia ad approfondire appassionandosi al calcio iscrivendosi, all'età di 4 anni, al Football New South Wales, un programma di sviluppo riservato a giovani talenti. Negli anni successivi affianca al periodo scolastico alla Hills Sports High School, istituto superiore a indirizzo sportivo, alla carriera agonistica.
Il 20 ottobre 2020, a 16 anni appena compiuti, Nash firma un contratto con il Canberra United per la stagione 2020-2021, inserita in rosa con la squadra titolare con la conterranea Clare Hunt, giunta a Canberra qualche anno prima. Alla guida tecnica di Vicki Linton, fa il suo debutto in W-League, l'allora denominazione del primo livello del campionato australiano femminile di calcio, il 30 dicembre 2020, alla 1ª giornata di campionato, scendendo in campo da titolare Nell'incontro casalingo vinto 4-3 sull'Adelaide United. Dopo aver contribuito alla qualificazione della sua squadra, giunta al 4º posto della prima fase, ai play-off per il titolo, per le sue prestazioni in fase difensiva Nash è stato nominata per il Young Footballer of the Year Award.

### Nazionale
Grazie alle prestazioni offerte da Nash con il programma di sviluppo del Football NSW Institute nel 2018, pur non ancora quattordicenne, la Federcalcio australiana inizia a convocarla per indossare la maglia della selezione under 16 alle qualificazioni al campionato asiatico di categoria di Thailandia 2019. In quell'occasione, pur risultando la più giovane tra le ragazze in rosa, viene schierata come capitano delle Junior Matildas e, dopo il debutto, da titolare, nella schiacciante vittoria per 11-0 sulle pari età della Palestina del 17 settembre 2018, si conferma tra le maggiori artefici dell'accesso alla fase finale del torneo poi concluso al quarto posto.
Dopo quella prima esperienza arriva direttamente la convocazione in nazionale maggiore da parte del commissario tecnico Tony Gustavsson, chiamata in occasione della doppia amichevole con gli Stati Uniti del 27 e 30 novembre 2021, scendendo in campo da titolare davanti al pubblico dello Stadium Australia di Sydney nel primo dei due scontri vinto dalle ospiti per 3-0.
Gli anni successivi, pur rimanendo nell'orbita della nazionale maggiore, trova maggiormente spazio in under 20 e under 23, marcando con le Matildas altre 3 presenze, tutte in amichevole, e convocata, pur senza essere ancora utilizzata, anche dal nuovo ct Joe Montemurro dopo il suo insediamento nel giugno 2025.

## Statistiche

### Presenze e reti nei club
Statistiche aggiornate al 1º agosto 2025.
| Stagione        | Squadra         | Campionato      | Campionato | Campionato | Coppe nazionali | Coppe nazionali | Coppe nazionali | Coppe internazionali | Coppe internazionali | Coppe internazionali | Altre coppe | Altre coppe | Altre coppe | Totale | Totale |
| Stagione        | Squadra         | Comp            | Pres       | Reti       | Comp            | Pres            | Reti            | Comp                 | Pres                 | Reti                 | Comp        | Pres        | Reti        | Pres   | Reti   |
| --------------- | --------------- | --------------- | ---------- | ---------- | --------------- | --------------- | --------------- | -------------------- | -------------------- | -------------------- | ----------- | ----------- | ----------- | ------ | ------ |
| 2025-2026       | Sassuolo        | A               | -          | -          | CI              | -               | -               | -                    | -                    | -                    | AWC         | -           | -           | -      | -      |
| Totale carriera | Totale carriera | Totale carriera | -          | -          | -               | -               | -               | -                    | -                    | -                    | -           | -           | -           | -      | -      |